# Todd Strauss-Schulson

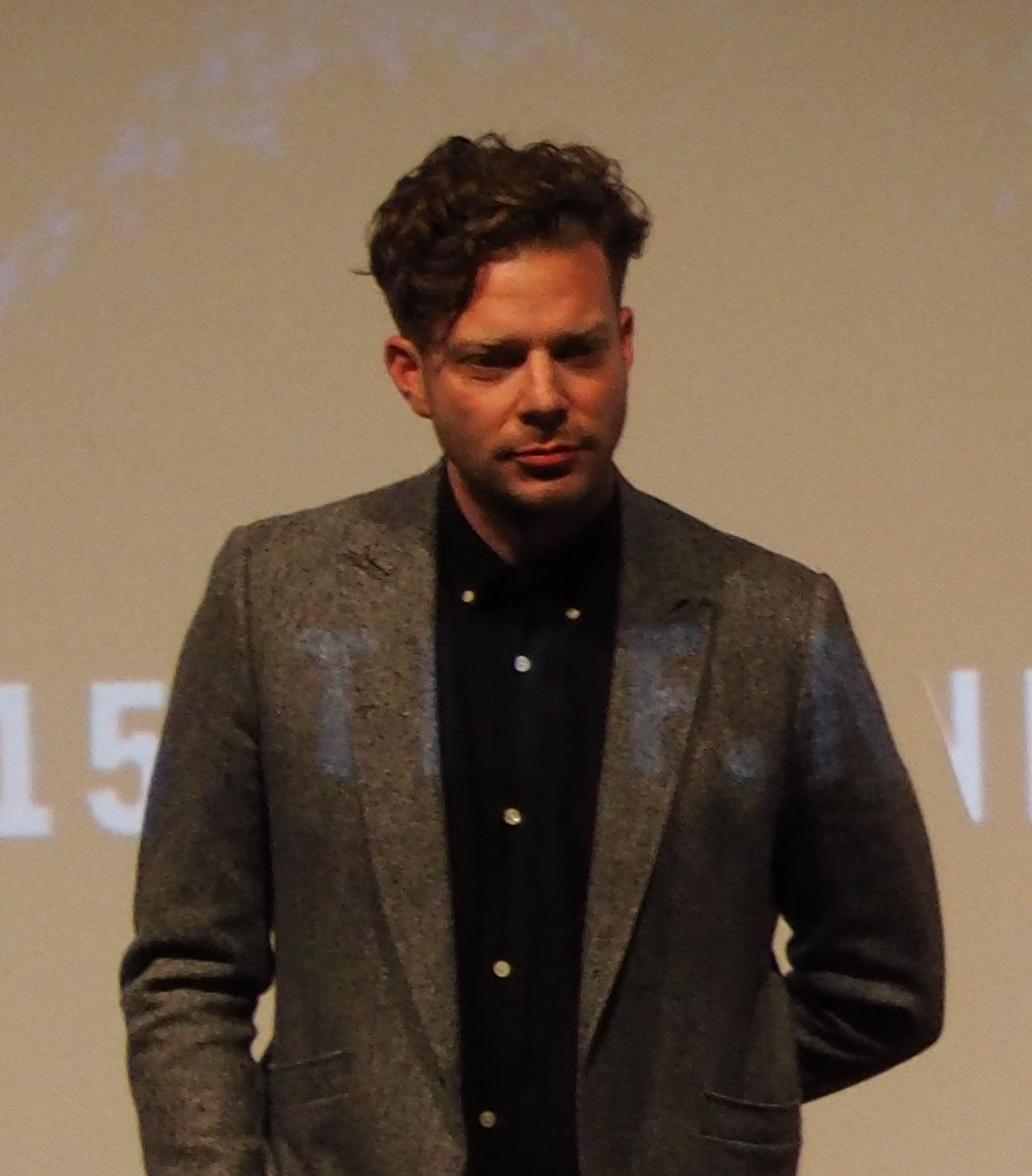
Todd Strauss-Schulson - 2015

Todd Strauss-Schulson (Nova Iorque, 24 de junho de 1980) é um diretor de cinema e televisão americano. Ele é mais conhecido por ter dirigido os filmes A Very Harold & Kumar 3D Christmas The Final Girls e Isn't It Romantic.

## Vida pessoal
Todd nasceu em Forest Hills, Queens, Nova Iorque, 24 de junho de 1980. Tem uma irmã mais nova chamada Caren. É judeu e teve uma cerimônia de Bar Mitzvah. Graduou-se na Emerson College em Boston, Massachusetts, 2003. Após a sua graduação mudou-se para Los Angeles.

## Filmografia
| Cinema e televisão | Cinema e televisão                 | Cinema e televisão                                                         | Cinema e televisão |
| Ano                | Título                             | Nota                                                                       |                    |
| ------------------ | ---------------------------------- | -------------------------------------------------------------------------- | ------------------ |
| 1997               | Larceny                            | Curta-metragem; também roteirista, produtor, diretor de fotografia         |                    |
| 2005               | Snap*Pop                           | Curta-metragem; também roteirista                                          |                    |
| 2008               | Mano-a-Mano                        | Curta-metragem; também roteirista, editor, produtor, diretor de fotografia |                    |
| 2010               | Naked But Funny                    | Telefilme                                                                  |                    |
| 2011               | CollegeHumor Originals             | Série de televisão; temporada 1, episódio 97                               |                    |
| 2011               | A Very Harold & Kumar 3D Christmas | Longa-metragem                                                             |                    |
| 2011               | Zombies and Cheerleaders           | Série de televisão                                                         |                    |
| 2011               | The Master Cleanse                 | Curta-metragem; também roteirista, editor                                  |                    |
| 2012               | Stevie TV                          | Série de televisão; episódio 1                                             |                    |
| 2012               | The Inbetweeners                   | Série de televisão; 3 episódios                                            |                    |
| 2013               | Valibation                         | Curta-metragem; também roteirista, editor                                  |                    |
| 2013               | Onion News Empire                  | Episódio piloto                                                            |                    |
| 2013               | Zach Stone Is Gonna Be Famous      | Série de televisão; 3 episódios                                            |                    |
| 2013               | Betas                              | Série de televisão; episódio 4                                             |                    |
| 2014               | All's Fair                         | Curta-metragem; também roteirista, editor, ator                            |                    |
| 2015               | The Final Girls                    | Longa-metragem; também produtor executivo                                  |                    |
| 2015               | Pussies                            | Episódio piloto para o canal TBS                                           |                    |